# Поткин, Валерий Александрович
Вале́рий Алекса́ндрович По́ткин (12 апреля 1941, Электросталь — 10 ноября 2016, Челябинск) — советский государственный деятель, председатель Челябинского городского исполнительного комитета в 1987—1990 годах.

## Биография
В 1942 году его семья эвакуировалась в Челябинск. В 1958 году начал работать токарем на Челябинском металлургическом заводе. После окончания Челябинского политехнического института (в 1965 году) работал на Челябинском металлургическом комбинате (ЧМК). По карьерной лестнице прошёл путь от сталевара до заместителя начальника электросталеплавильного цеха № 2.
В 1983-1985 годах был заместителем секретаря парткома ЧМК, вторым секретарём Металлургического районного комитета КПСС. 
В ноябре 1986 года избран первым заместителем председателя исполнительного комитета Челябинского городского совета депутатов, а в апреле 1987 года — председателем исполнительного комитета Челябинского городского совета депутатов. Проработал на должности до апреля 1990 года, затем ушёл на хозяйственную работу. Руководил инвестиционной холдинговой компанией «Выбор», производственно-коммерческим объединением «Мигел» и других.